# Roavvioaivi (kulle, lat 69,85, long 26,80)
Roavvioaivi är en kulle i Finland. Den ligger i Utsjoki kommun i landskapet Lappland, i den norra delen av landet, 1 100 km norr om huvudstaden Helsingfors. Toppen på Roavvioaivi är 440 meter över havet, eller 159 meter över den omgivande terrängen. Bredden vid basen är 4,6 km.
Terrängen runt Roavvioaivi är kuperad åt nordost, men åt sydväst är den platt.  Trakten runt Roavvioaivi är nära nog obefolkad, med mindre än två invånare per kvadratkilometer. Närmaste större samhälle är Utsjoki by, 9,6 km nordost om Roavvioaivi. Omgivningarna runt Roavvioaivi är i huvudsak ett öppet busklandskap.